# Etanolamina
Etanolamina, também chamada 2-aminoetanol ou monoetanolamina (abreviado como ETA ou MEA), é um composto orgânico de fórmula CH2(NH2)CH2OH, ou seja, é ao mesmo tempo um álcool primário (devido ao grupo hidroxilo)  e uma amina primária (devido ao grupo amino).
Como no caso de outras aminas, a monoetanolamina atua como uma base fraca. A etanolamina é um líquido tóxico, inflamável, corrosivo, incolor e viscoso, com um odor similar ao amoníaco. Seu índice de refração é 1,4539.
Se costuma denominá-la monoetanolamina para distinguí-la da dietanolamina (DEA) e da trietanolamina (TEA). É o segundo grupo mais abundante na parte polar dos fosfolipídios, que são substâncias que se encontram nas membranas biológicas, e é também usado em moléculas mensageiras tais como palmitoiletanolamida, a qual tem efeito em receptores CB1.

## Produção
Monoetanolamina é produzida pela reação de óxido de etileno com amônia aquosa; a reação também produz dietanolamina e trietanolamina. A razão entre os produtos pode ser controlada por alteração da estequiometria dos reagentes.
Equações das reações químicas:
MEA: CH2-CH2-O + NH3 → NH2CH2CH2OH
DEA: CH2-CH2-O + NH2CH2CH2OH → NH(CH2CH2OH)2
TEA: CH2-CH2-O + NH(CH2CH2OH)2 → N(CH2CH2OH)3
Note-se que esta reação é exotérmica e que controles são necessários para prevenir uma reação fora de controle.

## Usos
MEA é usada em soluções aquosas para depurar certos gases ácidos. 
É utilizada para fabricar sabão e detergentes, tintas, tinturas, borracha.
Também se mistura com boro para sua melhor assimilação em agricultura.
É intermediário na síntese de diversos corantes.